# シルクロード (團伊玖磨)

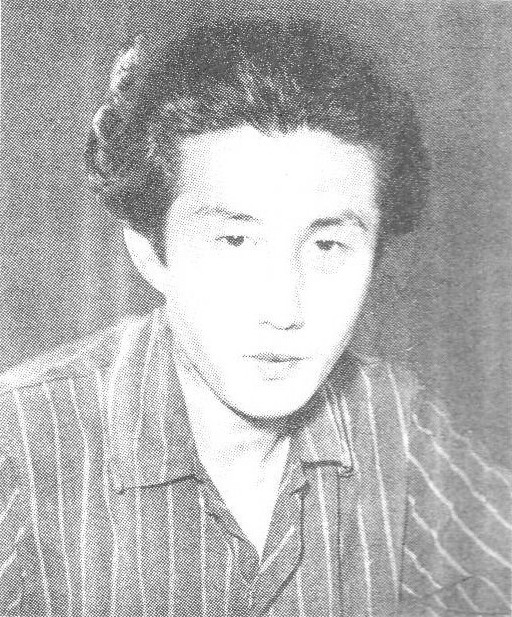
團伊玖磨(1952年撮影)

管弦楽組曲「シルクロード」(かんげんがくくみきょく「シルクロード」)は、日本の作曲家、團伊玖磨が1955年に作曲した管弦楽作品である。
團伊玖磨はしばし、中国や中央アジア、アラビアなどのユーラシアを題材にした作品を書いており、本作の他に、交響組曲「アラビア紀行」や交響幻想曲「万里長城」などがある。

## 作曲の経緯
作品はもともと、1948年に書かれた「舞踏組曲」を改変させたものである。作品は、1955年6月23日、團伊玖磨と芥川也寸志、黛敏郎からなる作曲家グループ「三人の会」の第2回演奏会で作曲者自身の指揮によって、東京交響楽団の演奏のもと初演された。

## 編成
ピッコロ、フルート2、オーボエ2、イングリッシュホルン、クラリネット2、バスクラリネット、ファゴット2、ホルン4、トランペット3、トロンボーン2、テューバ、ティンパニ、トライアングル、スネアドラム、バスドラム、シンバル、ハープ、弦5部（第3曲、第4曲でピアノも加わる）

## 楽曲構成
全4楽章からなる。また第3楽章と第4楽章はアタッカで結ばれており、休みなく演奏が続く。演奏時間は約25分。
- 第1楽章 綺想
- 第2楽章 牧歌
- 第3楽章 舞曲
- 第4楽章 行進